# Fusarium scirpisensu
Fusarium scirpisensu är en svampart som beskrevs av Maubl. Fusarium scirpisensu ingår i släktet Fusarium och familjen Nectriaceae.   Inga underarter finns listade i Catalogue of Life.